# Phyllonorycter solani
Phyllonorycter solani là một loài bướm đêm thuộc họ Gracillariidae. Loài này có ở Argentina.
Ấu trùng ăn Solanum species. Chúng ăn lá nơi chúng làm tổ. Tổ nằm ở mặt dưới của lá.